# Thurland Castle

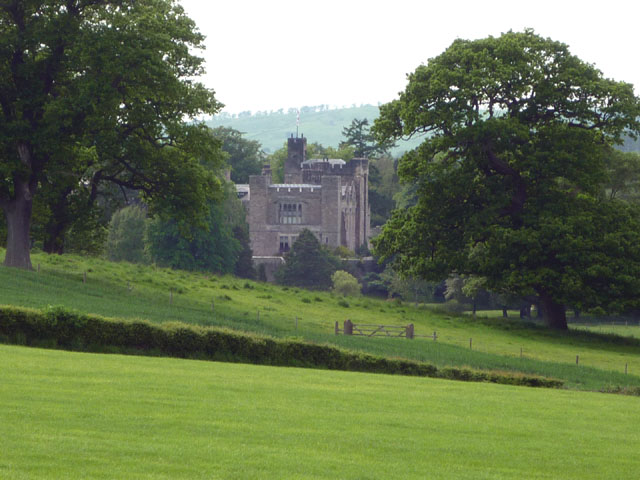
Thurland Castle von der Fernstraße A6 aus

Thurland Castle ist ein Landhaus in der englischen Grafschaft Lancashire, das in Wohnungen umgewandelt wurde. Ursprünglich war es von einem Graben umgeben, diente der Verteidigung und lag in einem großen Parkland. Es war eines von einer Reihe von Burgen im Lune-Tal. English Heritage hat es als historisches Bauwerk II*. Grades gelistet. Das Haus liegt zwischen den Dörfern Cantsfield und Tunstall auf einem kleinen Hügel in einer Ebene. Der River Greta fließt im Süden vorbei und der Cant Beck im Norden.

## Geschichte

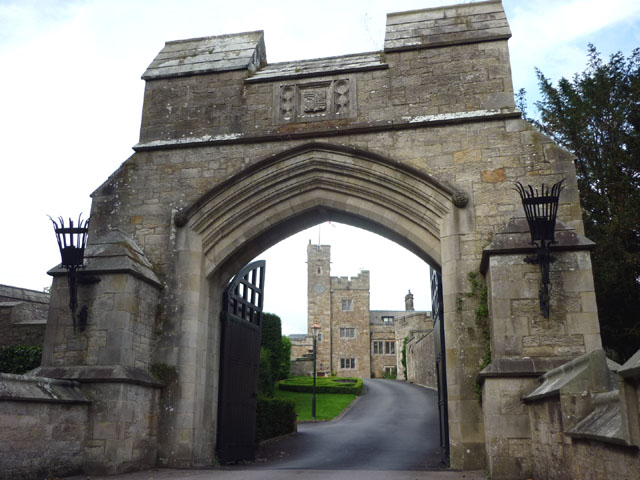
Thurland Castle durch den Bogen des Eingangs der Brücke über den Graben

Das älteste heute noch vorhandene Mauerwerk stammt aus dem 14. Jahrhundert. 1402 erhielt Sir Thomas Tunstall die königliche Erlaubnis, sein Haus zu befestigen (engl.: „Licence to Crenellate“). Nach dem Tod von Sir Thomas Tunstall fiel das Haus an seinen Sohn Thomas und später dann an dessen Bruder Brian. Brian Tunstall war ein Held in der Schlacht von Flodden Field 1513, den der König „Edelstahlritter“ nannte und der in dem Gedicht Marmion – A Tale of Flodden Field von Sir Walter Scott unsterblich gemacht wurde. Brian Tunstalls Sohn Marmaduke war 1544 High Sheriff of Lancashire. Nach zwei oder drei weiteren Generationen verkaufte die Familie 1605 das Haus an John Girlington, dann fiel es an dessen Enkel Sir John Girlington, einen royalistischen Generalmajor im englischen Bürgerkrieg. Die Burg wurde von den parlamentaristischen Truppen während der Belagerung 1643 schwer beschädigt, wonach es als „ruiniert“ beschrieben wurde. Sir John Girlingtons Sohn, ebenfalls mit Namen John, war 1663 High Sheriff of Lancashire.
1810 baute der Architekt Jeffry Wyattville die Burg in ein Landhaus um und George Webster setzte die Arbeit 1826–1829 fort, aber 1876 brannte es nieder. Der Eigentümer, Mr North North, beauftragte die Architekten Paley und Austin damit, es wieder aufzubauen. Was man heute sehen kann, ist vorwiegend deren Arbeit. Die Arbeiten begannen 1879, über 100 Leute waren beschäftigt und sie wurden erst 1885 fertiggestellt. Das Haus und die Stallungen wurden später in verschiedene Luxuswohnungen umgestaltet.

## Architektur
Das Gebäude wurde aus Sandsteinbruch errichtet und hat Schieferdächer. Es besteht hauptsächlich aus zwei Flügeln im Norden und Westen des Hofes. Architektonisch handelt es sich um eine Mischung aus neuelisabethanischem und neugotischem Stil. Über eine mit einem Bogen versehene Brücke über den Graben gelangt man ins Gebäude. Die Fenster sind entweder gekuppelt oder gekuppelt und gekämpfert und es gibt zwei Türme, von denen einer zwei Stockwerke hat und der andere drei. Viele der Brüstungen sind mit Zinnen versehen. Rund um das Gebäude gibt es Terrassen mit Bastionen.